# 合原明子
合原 明子（ごうばる あきこ、1985年 7月31日 - ）は、NHKのアナウンサー。

## 人物
東京都出身。女子学院中学校・高等学校、東京外国語大学外国語学部欧米第二課程スペイン語専攻卒業。2009年に入局。

## 嗜好・挿話
- ガンダムのシャアを特に好む[1]。

- 両親は大分県出身で、誕生前、父親の夢枕に不動明王が現れたことから明子と命名した[2]。

- 中学と高校の6年間演劇部に所属した。

- 大学時代はスペインに留学した[3][4]。

- 初任地の福島放送局で東日本大震災に遭遇。震災発生直後から震災報道に携わり、2012年3月に仙台放送局へ異動後も震災関連の報道に携わった。

- 2014年5月に同期入局のディレクターと結婚[4]。

- 2021年2月16日、自身が出演していた『クローズアップ現代+』のエンディングにて産前産後休業に入ることを明らかにした[5]。同年12月2日の定時ニュースで復帰。

## 現在の担当番組
- 正午のニュース（月曜 - 木曜キャスター：2025年3月31日 - ）
- 福島をずっと見ているTV（2014年4月6日 - ） - MC兼リポーター
- NHK映像ファイル あの人に会いたい（2022年4月 - ） - ナレーション
- でこぼこポン!（NHKEテレ、2022年4月5日 - ） - モグラのばるこ（声）
- 笑わない数学（2022年7月 - 9月、2023年10月 - ） - ナレーション

## 過去の担当番組

### 福島放送局時代（2009年度 - 2011年度）
- 着信御礼!ケータイ大喜利（2010年2月6日深夜、11月6日深夜、11月13日深夜、2011年1月1日深夜）
- 東北小さな旅 －ふるさとから、あなたへ－ 「港の主役は女たち〜福島県相馬市〜」（2010年3月1日、BShi）
- ゆうどきネットワーク
  - 「列島津々うらうら ようこそ私のお茶会へ 〜福島 白河〜」（リポーター：2010年4月22日）[注 1]
  - 「引き継がれる歌声 〜福島 郡山〜」（合唱部中継：2010年11月9日）[注 2]
  - 「ライブで対決！わがまちラーメン自慢 熊本 VS. 福島」（喜多方市から生中継：2012年2月28日）
- 主役は福島!みんなのテレビ（司会：2010年 - 2011年）
- ここはふるさと 旅するラジオ（2010年9月27日 - 28日）
- 震災に負けないお元気ですか日本列島（2011年度）
- 震災から1年“明日へ”コンサート（中継リポーター：2012年3月10日）
- 福島県地上デジタル放送推進協議会CM（2010年度）
- 福島放送局コールサインアナウンス（2019年1月中旬まで使用された）[注 3]

### 仙台放送局時代（2012年度 - 2013年度）
- 東北3県 さよならアナログ!もっとデジタル!（2012年3月31日）
- おはよう宮城（キャスター：2012年度 - 2013年度）
- ぬくだまりの宿 みちのく亭（ナレーション：ラジオ第1、2012年度 - 2013年度）
- ラジオ特集 南相馬往診日記〜ある青年医師の夏〜 （語り・取材・構成：ラジオ第1、2012年8月27日）
- 明日へ -支えあおう-
  - 「被災地はいま・東日本大震災から1年半」（リポーター：2012年9月9日）
  - 「東日本大震災から2年 特集 明日へ支えあおう」（リポーター：2013年3月10日）
  - 「三十一文字の思い〜中村雅俊と“震災の短歌”〜」（ナレーション：2013年7月7日）
  - 「特集・被災地の今を知っていますか?」（司会：2013年9月1日）
  - 「特集・震災から3年」（ナレーション：2014年3月9日）
- てれまさむね 「てれまさんぽ」（2012年10月 - 2014年3月）
- 東北Z
  - TOHOKUメンコイらぼ（司会：2012年11月 - 2014年3月）
  - 八重の桜 会津旅〜大河ドラマの舞台を訪ねて〜（2012年12月21日）
  - 北国からのコンサート2013（司会：2013年3月9日）
  - 北国からのコンサート2014（司会：2014年3月7日）
- ラジオ特集 今こそ賢治を読む〜大震災から 2年、被災地に響いた宮沢賢治〜（ラジオ第1、2013年3月10日）
- 着信御礼!ケータイ大喜利 （2013年6月1日深夜）
- NHKニュースおはよう日本
  - 上條倫子の代理キャスター（2013年8月12日 ‐ 16日）
  - 上條倫子が鈴木奈穂子の休暇に伴う代理を務めたことによる代理キャスター（2013年9月17日 ‐ 20日）
- ラジオ特集 震災30か月 父と母へのメッセージ 〜親を亡くした若者たちの軌跡〜（ラジオ第1、2013年9月11日）
- あさイチ 「JAPAなび 今こそ来てけらいん!宮城気仙沼」（リポーター：2013年10月31日）
- ラジオ深夜便 人権インタビュー（聞き手・制作：2013年12月5日深夜）
- 震災から3年“明日へ”コンサート（中継リポーター：2014年3月10日）

### 東京アナウンス室時代（2014年度 - ）
- 春から“ゆうどき”が変わる!（キャスター：2014年3月30日）
- ゆうどき（キャスター：2014年度）
  - ひるまえほっと
  - 正午のニュース（関東ローカルパート）[注 4]
- 目撃!日本列島（ナレーション）
  - 「私は走り続ける〜福島から挑む日本一〜」（2014年6月21日）
  - 「人生のシナリオ 描き直せ 〜塀の中の IT 訓練室〜」（2015年6月20日）
- 明日へ -支えあおう-
  - 「震災を詠む2014」（ナレーション：2014年7月6日）
  - 「震災から3年半 若い世代は今」（司会：2014年9月7日）
  - 「忘れじの旅 2014秋」（2014年11月2日）
  - 「忘れじの旅 2015秋」（ナレーション：2015年11月15日）
- NHKスペシャル
  - 「少女たちの戦争〜197枚の学級絵日誌〜」（ナレーション：2014年8月14日）[6]
  - 「CYBER SHOCK 狙われる日本の機密情報」（ナレーション：2016年2月7日）
  - 「生討論!どうなる憲法論議」（2018年5月3日）
  - 「数学者は宇宙をつなげるか? abc予想証明をめぐる数奇な物語」（ナレーション：2022年4月10日）
  - 「能登半島地震1か月 限界の被災地 浮かぶ日本の“脆弱性”」（ナレーション：2024年2月4日）
- ゆうどき 関西発 最終回（2015年3月6日：山本哲也・比留木剛史両アナウンサー、女優の田丸麻紀と共に司会進行を行った[注 5]。）
- NHKニュースおはよう日本（平日 5:00 - 6:25 キャスター：2015年度）
  - 番組内の気象情報・道路交通情報（首都圏進行）
  - 和久田麻由子の代理キャスター（2015年8月24日 ‐ 9月4日、10月19日 ‐ 22日）
- NEXT 未来のために「戦いは終わらない なでしこW杯への再出発」（ナレーション：2015年7月16日）
- ラジオ深夜便 人権インタビュー（聞き手・制作：2015年12月7日深夜）
- 明日へ -つなげよう-（ナレーション）
  - 「復興サポート 故郷よ“おらほの舞”でよみがえれ!～福島県」（2016年2月12日）
  - 「三十一文字の思い～生島ヒロシと“震災の短歌”～」（2016年7月3日）
  - 「廃炉ロボット～福島第一原発に挑む若者」（2017年1月22日）
- “それから”の東北発☆未来塾～夢をつかむチカラ（司会：2016年3月6日）
- 震災から5年 被災地を励ます歌（司会：ラジオ第1、2016年3月12日）
- 首都圏ネットワーク（キャスター：2016年度 - 2018年度）
- もうすぐ9時プレマップ（キャスター：2016年度）
- オシばん（キャスター：2017年度 - 2018年度）
- みんな大好き!ミッフィーの秘密～黒木瞳 ブルーナ90年の人生をたどる～（ナレーション：BSプレミアム、2017年8月16日）
- 絶景!山城トレッキング～天空の城 竹田城・歴史ロマン 小谷城～（ナレーション：BSプレミアム、2017年11月4日）
- 赤道直下の人々「エクアドル マリンバの娘」（ナレーション：BSプレミアム、2018年3月31日）
- 赤道直下の人々「エクアドル アンデスの誇り」（ナレーション：BSプレミアム、2018年3月31日）
- ニッポンに蒸気機関車が走った日（語り：BSプレミアム、2018年4月11日）
- シルクロード　謎の民　大峡谷に生きる（ナレーション：BSプレミアム、2019年1月12日）
- きじまりゅうたの小腹すいてませんか?（ナレーション）
  - 「#5 谷中 猫大好き!下町の商店街で」（2019年6月1日）
  - 「#6 北千住 レトロな飲み屋横町で」（2019年6月8日）
- 証言記録スペシャル いつか来る日のために「雨季到来!いますぐ役立つ 豪雨対策」（司会：2019年6月16日）
- 所さん!大変ですよ（アシスタント：2019年4月4日 - 2021年3月26日[注 6]）
- 正午のニュース（日曜日キャスター：2020年4月5日 - 2021年2月14日）[注 7]
  - 関東甲信ローカルニュース（12:10 - 12:15、兼務）
  - 定時ニュース（午後1時、午後3時、午後6時、兼務）
  - 三條雅幸の代理キャスター（2020年8月25日、9月14日）
  - 中山果奈の代理キャスター（2022年8月20日・21日）
- クローズアップ現代+（リポーター：2019年4月16日 - 2021年2月16日、桑子真帆の代理キャスター：2023年11月21日）
- ニュース シブ5時（三條雅幸の代理ニュースリーダー：2020年8月25日）
- NHKニュース7（井上裕貴の代理キャスター：2018年8月11日・12日・18日・19日[注 8]、池田伸子の代理キャスター：2019年9月14日・15日・21日・22日、12月28日・29日・30日、2020年8月29日・30日、9月12日・13日[注 9]、森下絵理香の代理キャスター：2025年7月20日[注 10]）
- たけしの”これがホントのニッポン芸能史”（新人研究員（進行）：2021年1月16日）
- 定時ニュース（午後2時 - 4時：2021年12月2日）
- 東洋医学 ホントのチカラ「健康の大問題 解決SP」（ナレーション：2021年1月10日）[注 11]
- さわやか自然百景（2022年1月23日「徳島 海部川 秋」 - ） - ナレーション
- 5夜連続生放送　春よ、来い!（司会：2022年3月30日）
- イギリス エリザベス女王 国葬（BS1）（国内スタジオにゲストを招いての進行役：2022年9月19日）[7]
- 令和6年能登半島地震の対応で、金沢放送局からのニュース等を担当した（2024年1月2日 - 4日）[注 12]。
- 首都圏情報 ネタドリ!（2022年4月8日 - 2025年3月14日） - キャスター
- 首都圏ネットワーク（リポーター・ニュースリーダー）
- 首都圏・関東甲信越のニュース

## 同期のNHKアナウンサー
- 池田伸子
- 伊藤海彦
- 牛田茉友（退職）
- 角谷直也
- 勝呂恭佑
- 酒匂飛翔
- 佐々木彩
- 佐藤誠太
- 鈴木遥
- 八田知大
- 廣瀬雄大
- 深川仁志
- 深澤健太